# 金黄鹂

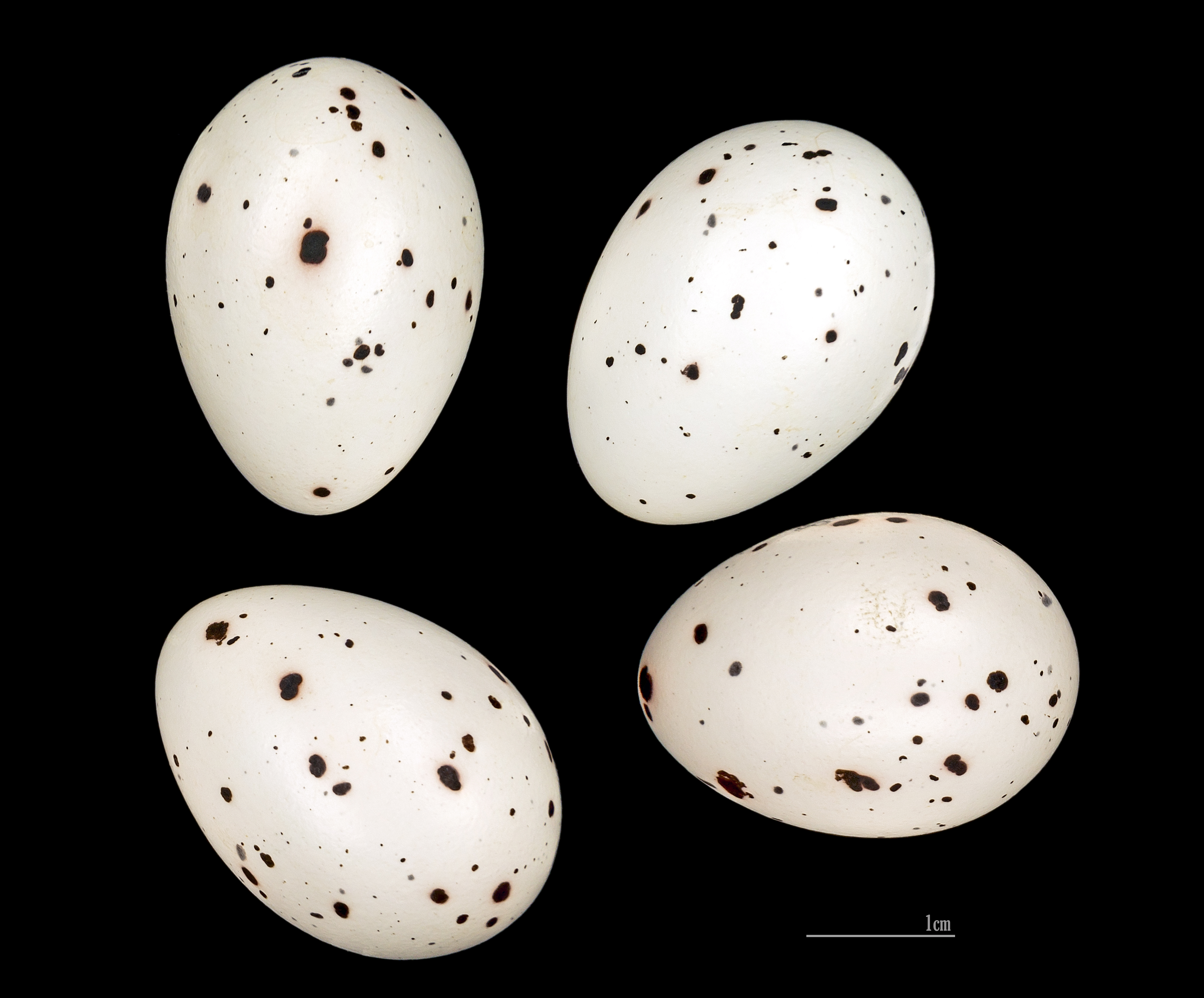
Oriolus oriolus

金黄鹂（学名：[Oriolus oriolus] 错误：{{Lang}}：文本有斜体标记（帮助））为黄鹂科黄鹂属的鸟类。分布于欧亚大陆至西伯利亚、印度、巴基斯坦、阿富汗、中东地区、非洲以及中国大陆的新疆、西藏等地，主要生活于绿洲内的村落附近大树上。该物种的模式产地在瑞典。

## 亚种
- 金黄鹂新疆亚种（学名：[Oriolus oriolus kundoo] 错误：{{Lang}}：文本有斜体标记（帮助））。分布于西伯利亚、帕米尔、喀什米尔、喜马拉雅、印度、斯里兰卡岛以及中国大陆的新疆、西藏等地。该物种的模式产地在印度Dukhum。[3]
- 金黄鹂指名亚种（学名：[Oriolus oriolus oriolus] 错误：{{Lang}}：文本有斜体标记（帮助））。分布于欧洲至西伯利亚、中亚地区、印度、非洲以及中国大陆的新疆等地。该物种的模式产地在瑞典。[4]

## 文化
音樂家奧立佛·梅湘創作的鋼琴獨奏曲集《鳥類圖誌》中的第2曲以金黃鸝為題。